# Shibuya City Football Club
El Shibuya City (シブヤ シティ Shibuya Shite?) es un club de fútbol situado en la ciudad de Tokio. Es uno de los clubes que aspira a unirse a la J. League.

## Historia
Fue fundado originalmente por Kazuki Yamauchi, el presidente, que reclutó a compañeros empresarios deportivos y emprendedores en las redes sociales. Inicialmente miembro de la liga municipal, el equipo se unió a la Tokyo Metropolitan Adult Soccer League en 2015, y cuando Yusuke Fukasawa, que se había encargado de reforzar el equipo en el Shonan Bellmare, fue nombrado entrenador y gerente en 2017, el equipo se reforzó en serio, y en 2019 ascendió a la segunda división de la Tokyo Metropolitan Adult Soccer League. En febrero de ese mismo año, fundó PLAYNEW Corporation, que se convirtió en la sociedad gestora, y adquirió a Shohei Abe, que había jugado en Nagoya Grampus Eight y Van Foret Kofu, con el primer contrato profesional de la historia del club.
Con la visión de "Fútbol para el bien", PLAYNEW pretende hacer de Shibuya un lugar emocionante para jugar al fútbol, y en marzo de 2019, el club declaró que "aspirará a la J-League desde Shibuya". Tienen el reto de crear un club de fútbol sin precedentes y aspiran a entrar en la J-League como muy pronto en 2025.
A partir de 2021, el club cambiaría su nombre por el de "SHIBUYA CITY FC". Akira Ito, que había sido entrenador de la academia del Yokohama FC, fue nombrado nuevo entrenador; Yusuke Fukasawa, que había sido director general y gerente del club, dimitió como entrenador y se convirtió en el director general a tiempo completo del club.
El 11 de noviembre de 2021, PLAYNEW Corporation anunció una nueva estructura de gestión para el club, en la que Kazuki Yamauchi, que había ocupado el cargo de director general, pasó a ser Presidente del Consejo de Administración, y Sho Koizumi, que había ocupado el cargo de Director, se convirtió en el nuevo director general. También el 1 de diciembre, se anunció que Shohei Abe asumiría el cargo de jugador-gerente.
El 21 de enero de 2022, Kazuyuki Toda, exjugador y comentarista de la selección japonesa de fútbol, fue nombrado director técnico y entrenador. El 25 de enero, Toda asumió oficialmente el cargo de técnico y entrenador, aunque dejó su puesto el 14 de noviembre del mismo año. El 22 de diciembre de 2022, se anunció la transferencia de Shuhei Kunihiro al SC Sagamihara, convirtiéndose en el primer jugador surgido del club en llegar a la J-League.
En diciembre de 2022, el club firmó un contrato con la marca de ropa y accesorios deportivos New Era como proveedor oficial, siendo la primera vez en la historia que esta empresa establecía un acuerdo de patrocinio con un club de fútbol. Al año siguiente, el 8 de enero de 2023, Tatsuya Masushima fue nombrado entrenador y, dos días después, Yusuke Tanaka anunció su retiro como jugador para asumir un puesto ejecutivo en el club. En 2024, el equipo reforzó su plantilla con Kazuma Watanabe, procedente del Matsumoto Yamaga FC, y Masatoshi Mihara, del Kashiwa Reysol. Finalmente, el 17 de noviembre de 2024, en su tercera participación en el Torneo de Clubes de Fútbol Regional de Kanto, el equipo se coronó campeón y logró el ascenso a la Segunda División de la Liga de Fútbol de Kanto.